# Амара, Лусине
Лусине Амара, полное имя Лусине Такуи Армаганян (англ. Lucine Tockqui Armaganian; арм. Արմաղանյան Լուսինե Գևորգի; 1 марта 1925, Хартфорд, Коннектикут, США — 6 сентября 2024, Куинс) — американская оперная певица (сопрано) армянского происхождения, примадонна нью-йоркской «Метрополитен-оперы».

## Биография
Лусине Амара родилась в семье сапожника Джорджа Армаганяна и Адриани Казанчьян. Амара с детства пела в армянской церкви в Сан-Франциско. Там же она окончила музыкальную школу по классу скрипки и фортепиано. Её концертный дебют состоялся в 1946 году в «Военном мемориальном оперном театре». В 1947 году Амара шлифовала свой талант в Музыкальной академии Запада, в 1948 выиграла конкурс и вышла на сцену Голливуд-боул. Амара продолжила учиться в Университете Южной Калифорнии и выступала как солистка в «Симфоническом оркестре Сан-Франциско».
В 1949 году после триумфального исполнения арии леди Биллоус в опере Бриттена Лусине Амара вошла в труппу Метрополитен-опера, на сцене которого она выступала на протяжении пятидесяти лет. Среди лучших партий, исполненных ею на сцене прославленного театра - Микаэла в Кармен, Чио-Чио-сан в Мадам Баттерфляй, Татьяна в Евгений Онегине, Антония в Сказки Гофмана, Донна Эльвира в Дон Жуане, Недда в Паяцы, Мими в Богема, Леонора в Трубадуре и Аида — эфиопская рабыня в Аиде. Амара также выступала в Европе,  Азии, Китае, России, Южной Америке, на Глайндборнском фестивале, Эдинбургском фестивале, в Венской государственной опере.
После ухода на пенсию Амара стала художественным руководителем в «New Jersey Association of Verismo Opera», также даёт мастер-классы в США, Канаде и Мексике. 23 января 2005 года Амара выступила в качестве приглашённой солистки оркестра «Bella Musica». Газета Таймс написала „Лусине Амара самая лирическая сопрано нашего времени“.
В 1989 году имя Лусине Амара внесено в Зал славы вокального искусства.

## Личная жизнь и смерть
Амара была замужем за Джилом Руди и развелась с ним. У неё была дочь.
Амара долгое время жила в Верхнем Вест-Сайде Манхэттена. Однако в конце своей жизни, страдая слабоумием, она жила со своей дочерью в Куинсе, где умерла от респираторной инфекции и сердечной недостаточности 6 сентября 2024 года в возрасте 99 лет.

## Фильмография
- 1951 — Великий Карузо
- 1952 — Кармен
- 1965 — 19-я ежегодная церемония вручения премии «Тони»
- 1966 — Час телефона Белла